# 蔡育仁
蔡育仁，台灣歌仔戲鼓師，人稱「阿仁仔」、「阿仁仔伯」，是歌仔戲演員蔡曾萍（婚前名曾萍）的夫婿，現已辭世。
他長期為台視的楊麗花歌仔戲團司鼓，楊麗花歌仔戲團從1970年代末期到1990年代初期的電視歌仔戲全部都是蔡育仁的司鼓作品，每1集楊麗花歌仔戲片頭或片尾報出的文武場陣容（只有領班；領導；指導列名）1定有他的名字，他在楊麗花的全盛時代裡，擔任劇團的武場領班；武場指導；武場領導，完全掌控表演和音樂的節奏，他的鼓聲通過現代傳播科技傳遍全台灣，並隨著楊麗花歌仔戲影音資料流傳到東南亞和中國閩南。
文場領班多是簡永福，主弦多是洪堯進，精通多種樂器，特別是揚琴和主弦（領奏胡琴）、嗩吶的李國治也頗多參與，李國治常演奏大廣弦。
楊麗花歌仔戲團的大型舞台公演《漁孃》也是他的司鼓作品。
1991年楊麗花歌仔戲團首次在台灣國家戲劇院推出的大型舞台公演《呂布與貂蟬》請王清松司鼓，其後有幾部電視歌仔戲如《巡按與大盜》還請蔡育仁，1990年代中後期的各出楊麗花電視歌仔戲（如《四季紅》系列的《七品巧縣官》等）改請王清松司鼓。
1996年台北市藝術季，王振義編劇、編曲、製作，陳中申指揮台北市立國樂團小組樂隊伴奏的《新白蛇傳》（台灣歌仔學會實驗劇團）世界首演，他做武場指導，打序曲《風入松》等重要鼓段，並指導他的學生林澤源擔任較簡單的部份。
他和黃永德是台灣（中華民國）台灣歌仔學會武場班的指導教師，學會音樂指導王振義輔助教學，培養了林澤源。